# گلن‌وود، نیو ساوت ولز
گلن‌وود (به انگلیسی: Glenwood) یک منطقهٔ مسکونی در استرالیا است که در نیو ساوت ولز واقع شده‌است.